# Berliner Landespokal 1990/91
Der Paul-Rusch-Pokal 1990/91 war die 65. Austragung des Berliner Landespokals der Männer im Amateurfußball, der vom BFV zwischen 1950/51 und 1990/91 nur auf dem Gebiet von West-Berlin durchgeführt wurde. Bei der vierten Endspielteilnahme in Folge, verteidigte Türkiyemspor Berlin mit 3:0 gegen NSC Marathon 02 seinen Pokalsieg aus dem Vorjahr und wurde zum dritten Mal Landespokalsieger. Die beiden Finalisten qualifizierte sich für den DFB-Pokal 1991/92, wobei Marathon den Platz von Türkiyemspor einnahm, die sich wiederum über den zweiten Rang in der Gruppenphase der Deutschen Fußball-Amateurmeisterschaft den Startplatz für den DFB-Pokal 1991/92 sicherten.

## Kalender
Die Spiele des diesjährigen Berliner Landespokal wurden an folgenden Terminen ausgetragen:
| Runde         | Datum                               | Spiele  | Vereine   |
| ------------- | ----------------------------------- | ------- | --------- |
| 1. Hauptrunde | 31. Juli – 9. August 1990           | 61 + 40 | 125 → 640 |
| 2. Hauptrunde | 14. – 22. August 1990               | 32 + 30 | 64 → 32   |
| 3. Hauptrunde | 5. – 13. September 1990             | 16 + 10 | 32 → 16   |
| Achtelfinale  | 21. November 1990 – 30. Januar 1991 | 8       | 16 → 80   |
| Viertelfinale | 10. – 11. April 1991                | 4       | 8 → 4     |
| Halbfinale    | 24. – 25. April 1991                | 2       | 4 → 2     |
| Finale        | 9. Mai 1991                         | 1       | 2 → 1     |

## Teilnehmende Mannschaften
Am Berliner Landespokal 1990/91 nahmen alle 125 West-Berliner Mannschaften von der Oberliga Berlin bis zur Kreisliga C teil.
Die Mannschaften gliederten sich für den Berliner Landespokal wie folgt nach Ligaebene auf (In Klammern ist die Ligaebene angegeben, in der der Verein spielt):
| Oberliga Berlin 16 Vertreter der Saison 1990/91 | Landesliga 16 Vertreter der Saison 1990/91 | Kreisliga A 1. Abteilung 16 Vertreter der Saison 1990/91 | Kreisliga A 2. Abteilung 16 Vertreter der Saison 1990/91 |
| - Reinickendorfer Füchse (OL) - Hertha 03 Zehlendorf (OL) - Tennis Borussia Berlin (OL) - SC Charlottenburg (OL) - VfB Lichterfelde (OL) - Blau-Weiß 90 Berlin Amateure (OL) - Spandauer SV (OL) - Türkiyemspor Berlin (OL) - Hertha BSC Amateure (OL) - Tasmania Berlin (OL) - Spandauer BC 06 (OL) - Wacker 04 Berlin (OL) - Rapide Wedding (OL) - BFC Preussen (OL) - NSC Marathon 02 (OL) - SC Gatow (OL) | - SC Siemensstadt (LL) - Frohnauer SC (LL) - Traber FC Mariendorf (LL) - Schwarz-Weiß Spandau (LL) - Mariendorfer SV 06 (LL) - 1. FC Wilmersdorf (LL) - FV Wannsee (LL) - TSV Rudow (LL) - Berlin Türkspor (LL) - Berliner SV 1892 (LL) - SC Staaken (LL) - SC Teutonia Spandau (LL) - Weddinger FC (LL) - FC Brandenburg 03 (LL) - 1. FC Lübars (LL) - 1. FC Wacker Lankwitz (LL) | - VfB Neukölln (KLA) - BFC Viktoria 1889 (KLA) - BSC Hota 1921 (KLA) - BSC Rehberge 1945 (KLA) - Lichtenrader BC 25 (KLA) - SC Heiligensee (KLA) - MSV Normannia 08 (KLA) - SV Nord-Nordstern (KLA) - SV Norden-Nordwest (KLA) - SC Westend 1901 (KLA) - BFC Meteor 06 (KLA) - SV Yeşilyurt Berlin (KLA) - BFC Südring (KLA) - Post SV Berlin 1974 (KLA) - Friedenauer TSC (KLA) - Berliner AK 07 (KLA) | - Neuköllner Sportfreunde (KLA) - NFC Rot-Weiß Berlin (KLA) - BFC Alemannia 90 (KLA) - FC Jugoslawia (KLA) - Minerva 93 Berlin (KLA) - 1. FC Neukölln (KLA) - SC Union 06 Berlin (KLA) - SC Borsigwalde 1910 (KLA) - FC Stern Marienfelde (KLA) - VfL Schöneberg (KLA) - CFC Hertha 06 (KLA) - FC Internationale Berlin (KLA) - FV Blau-Weiß Spandau (KLA) - SC Tegel (KLA) - FSV Spandauer Kickers (KLA) - SpVgg Schöneberg (KLA) |
| Kreisliga B Saison 1990/91 | Kreisliga B Saison 1990/91 | Kreisliga C Saison 1990/91 | Kreisliga C Saison 1990/91 |
| 32 Vertreter der zwei Abteilungen (KLB) | 32 Vertreter der zwei Abteilungen (KLB) | 29 Vertreter der zwei Abteilungen (KLC) | 29 Vertreter der zwei Abteilungen (KLC) |
| Ligaebene in Klammern: • OL = Oberliga • LL = Landesliga • KLA = Kreisliga A • KLB = Kreisliga B • KLC = Kreisliga C | | | |

## Spielmodus
Der Berliner Landespokal 1990/91 wurde im K.-o.-System ausgetragen. Es wurde zunächst versucht, in 90 Minuten einen Gewinner auszuspielen. Stand es danach unentschieden, kam es wie in anderen Pokalwettbewerben zu einer Verlängerung von 2 × 15 Minuten. War danach immer noch kein Sieger gefunden, wurde ein Wiederholungsspiel mit getauschtem Heimrecht angesetzt. Erst wenn es auch im Wiederholungsspiel nach Verlängerung unentschieden stand, wurde dieses im Elfmeterschießen nach dem bekannten Muster entschieden.

## Turnierbaum
|  | Achtelfinale | Achtelfinale           | Achtelfinale           |                        |                        | Viertelfinale | Viertelfinale | Viertelfinale |  |  | Halbfinale | Halbfinale | Halbfinale |  |  | Finale | Finale | Finale |
|  |              |                        |                        |                        |                        |               |               |               |  |  |            |            |            |  |  |        |        |        |
|  | OL           | Türkiyemspor Berlin    | 2                      |                        |                        |               |               |               |  |  |            |            |            |  |  |        |        |        |
|  | LL           | Berlin Türkspor        | 0                      |                        |                        |               |               |               |  |  |            |            |            |  |  |        |        |        |
|  | LL           | Berlin Türkspor        | 0                      | OL                     | Türkiyemspor Berlin    | 3             |               |               |  |  |            |            |            |  |  |        |        |        |
|  |              |                        |                        | OL                     | Türkiyemspor Berlin    | 3             |               |               |  |  |            |            |            |  |  |        |        |        |
|  |              |                        | OL                     | BFC Preussen           | 1                      |               |               |               |  |  |            |            |            |  |  |        |        |        |
|  | OL           | Hertha 03 Zehlendorf   | OL                     | BFC Preussen           | 1                      | 1             |               |               |  |  |            |            |            |  |  |        |        |        |
|  | OL           | Hertha 03 Zehlendorf   |                        |                        |                        | 1             |               |               |  |  |            |            |            |  |  |        |        |        |
|  | OL           | BFC Preussen           | 2                      |                        |                        |               |               |               |  |  |            |            |            |  |  |        |        |        |
|  | OL           | BFC Preussen           | 2                      | OL                     | Türkiyemspor Berlin    | 6             |               |               |  |  |            |            |            |  |  |        |        |        |
|  |              |                        |                        | OL                     | Türkiyemspor Berlin    | 6             |               |               |  |  |            |            |            |  |  |        |        |        |
|  |              | OL                     | SC Charlottenburg      | 0                      |                        |               |               |               |  |  |            |            |            |  |  |        |        |        |
|  | LL           | OL                     | SC Charlottenburg      | 0                      | Schwarz-Weiß Spandau   | 2             |               |               |  |  |            |            |            |  |  |        |        |        |
|  | LL           |                        |                        |                        | Schwarz-Weiß Spandau   | 2             |               |               |  |  |            |            |            |  |  |        |        |        |
|  | OL           | SC Charlottenburg      | 4                      |                        |                        |               |               |               |  |  |            |            |            |  |  |        |        |        |
|  | OL           | SC Charlottenburg      | 4                      | OL                     | SC Charlottenburg      | 4             |               |               |  |  |            |            |            |  |  |        |        |        |
|  |              |                        |                        | OL                     | SC Charlottenburg      | 4             |               |               |  |  |            |            |            |  |  |        |        |        |
|  |              |                        | OL                     | VfB Lichterfelde       | 1                      |               |               |               |  |  |            |            |            |  |  |        |        |        |
|  | OL           | VfB Lichterfelde       | OL                     | VfB Lichterfelde       | 1                      | 2             |               |               |  |  |            |            |            |  |  |        |        |        |
|  | OL           | VfB Lichterfelde       |                        |                        |                        |               |               |               |  |  |            |            |            |  |  |        |        |        |
|  | KLA          | FC Jugoslawia          | 0                      |                        |                        |               |               |               |  |  |            |            |            |  |  |        |        |        |
|  | KLA          | FC Jugoslawia          | 0                      | OL                     | Türkiyemspor Berlin    | 3             |               |               |  |  |            |            |            |  |  |        |        |        |
|  |              |                        |                        |                        |                        |               |               |               |  |  |            |            |            |  |  |        |        |        |
|  |              | OL                     | NSC Marathon 02        | 0                      |                        |               |               |               |  |  |            |            |            |  |  |        |        |        |
|  | OL           | OL                     | NSC Marathon 02        | 0                      | NSC Marathon 02        | Wertung       |               |               |  |  |            |            |            |  |  |        |        |        |
|  | OL           |                        |                        |                        | NSC Marathon 02        | Wertung       |               |               |  |  |            |            |            |  |  |        |        |        |
|  | KLA          | 1. FC Neukölln         |                        |                        |                        |               |               |               |  |  |            |            |            |  |  |        |        |        |
|  | KLA          | 1. FC Neukölln         | OL                     | NSC Marathon 02        | 3                      |               |               |               |  |  |            |            |            |  |  |        |        |        |
|  |              |                        |                        | NSC Marathon 02        | 3                      |               |               |               |  |  |            |            |            |  |  |        |        |        |
|  |              |                        | OL                     | Spandauer SV           | 0                      |               |               |               |  |  |            |            |            |  |  |        |        |        |
|  | OL           | Spandauer SV           | OL                     | Spandauer SV           | 0                      | 2             |               |               |  |  |            |            |            |  |  |        |        |        |
|  | OL           | Spandauer SV           |                        |                        |                        | 2             |               |               |  |  |            |            |            |  |  |        |        |        |
|  | OL           | Spandauer BC 06        | 1                      |                        |                        |               |               |               |  |  |            |            |            |  |  |        |        |        |
|  | OL           | Spandauer BC 06        | 1                      | OL                     | NSC Marathon 02        | 2             |               |               |  |  |            |            |            |  |  |        |        |        |
|  |              |                        |                        | OL                     | NSC Marathon 02        | 2             |               |               |  |  |            |            |            |  |  |        |        |        |
|  |              | OL                     | Tennis Borussia Berlin | 1                      |                        |               |               |               |  |  |            |            |            |  |  |        |        |        |
|  | OL           | OL                     | Tennis Borussia Berlin | 1                      | Tennis Borussia Berlin | 5             |               |               |  |  |            |            |            |  |  |        |        |        |
|  | OL           |                        |                        |                        |                        |               |               |               |  |  |            |            |            |  |  |        |        |        |
|  | LL           | Traber FC Mariendorf   | 2                      |                        |                        |               |               |               |  |  |            |            |            |  |  |        |        |        |
|  | LL           | Traber FC Mariendorf   | 2                      | OL                     | Tennis Borussia Berlin | 3             |               |               |  |  |            |            |            |  |  |        |        |        |
|  |              |                        |                        | OL                     | Tennis Borussia Berlin | 3             |               |               |  |  |            |            |            |  |  |        |        |        |
|  |              |                        | OL                     | Reinickendorfer Füchse | 1                      |               |               |               |  |  |            |            |            |  |  |        |        |        |
|  | OL           | Reinickendorfer Füchse | OL                     | Reinickendorfer Füchse | 1                      | 1             |               |               |  |  |            |            |            |  |  |        |        |        |
|  | OL           | Reinickendorfer Füchse |                        |                        |                        |               |               |               |  |  |            |            |            |  |  |        |        |        |
|  | OL           | Rapide Wedding         | 0                      |                        |                        |               |               |               |  |  |            |            |            |  |  |        |        |        |

## Ergebnisse

### 1. Hauptrunde
An der 1. Hauptrunde nahmen alle 125 Mannschaften teil, wobei drei Mannschaften ein Freilos hatten.
| Datum                 |                                     | Ergebnis  |                                   |
| --------------------- | ----------------------------------- | --------- | --------------------------------- |
| Di .31.07., 18:00 Uhr | SG Eichkamp (KLB)                   | 2:4       | Türkiyemspor Berlin (OL)          |
| Sa 04.08., 15:00 Uhr  | CFC Hertha 06 (KLA)                 | 2:0       | DJK Westen 23 (KLC)               |
| Sa 04.08., 15:40 Uhr  | Minerva 93 Berlin (KLA)             | 1:1 n. V. | BSC Agrispor (KLB)                |
| Sa 04.08., 16:00 Uhr  | SC Berliner Amateure (KLB)          | 4:2       | Wacker 04 Berlin (OL)             |
| Sa 04.08., 16:00 Uhr  | Anadoluspor Berlin (KLC)            | 0:3       | Rapide Wedding (OL)               |
| Sa 04.08., 16:15 Uhr  | NSC Cimbria 1900 (KLB)              | 2:4       | 1. FC Neukölln (KLA)              |
| So 05.08., 10:00 Uhr  | SC Azur 1951 (KLC)                  | 2:6       | Alemannia 06 Haselhorst (KLB)     |
| So 05.08., 10:40 Uhr  | Lichtenrader BC 25 (KLA)            | 1:0       | FC Stern Marienfelde (KLA)        |
| So 05.08., 10:40 Uhr  | Spandauer SC 99 (KLB)               | 1:3       | Spandauer BC 06 (OL)              |
| So 05.08., 10:40 Uhr  | FC Brandenburg 03 (LL)              | 1:4       | VfB Lichterfelde (OL)             |
| So 05.08., 10:40 Uhr  | DJK Schwarz-Weiß Neukölln (KLC)     | 0:7       | Tasmania Berlin (OL)              |
| So 05.08., 10:40 Uhr  | SV Norden-Nordwest (KLA)            | 5:2       | FC Tiergarten 1958 (KLB)          |
| So 05.08., 11:00 Uhr  | VfB Pankow (KLB)                    | 2:7       | FV Wannsee (LL)                   |
| So 05.08., 11:10 Uhr  | NFC Rot-Weiß Berlin (KLA)           | 1:2 n. V. | RFC Liberta (KLB)                 |
| So 05.08., 11:15 Uhr  | VfL Schöneberg (KLA)                | 11:00     | Steglitz GB (KLC)                 |
| So 05.08., 12:40 Uhr  | FC Jugoslawia (KLA)                 | 4:0       | FCK Frohnau (KLC)                 |
| So 05.08., 15:00 Uhr  | BFC Preussen (OL)                   | 8:0       | Neuköllner SC Sperber (KLC)       |
| So 05.08., 15:00 Uhr  | Concordia Wittenau (KLB)            | 2:3 n. V. | BSC Rehberge 1945 (KLA)           |
| So 05.08., 15:00 Uhr  | NSC Südstern 08 (KLB)               | 0:3       | Reinickendorfer Füchse (OL)       |
| So 05.08., 15:00 Uhr  | SG Rupenhorn (KLC)                  | 5:4       | Berliner AK 07 (KLA)              |
| So 05.08., 15:00 Uhr  | BSC Eintracht/Südring 1931 (KLB)    | 4:6       | SV Corso 1899 / Vineta (KLB)      |
| So 05.08., 15:00 Uhr  | Neuköllner Sportfreunde (KLA)       | 1:2       | BFC Meteor 06 (KLA)               |
| So 05.08., 15:00 Uhr  | SC Lankwitz (KLC)                   | 1:2       | BSV Normannia 08 (KLA)            |
| So 05.08., 15:00 Uhr  | FC Grunewald (KLC)                  | 3:4       | Sportfreunde Kladow (KLB)         |
| So 05.08., 15:00 Uhr  | Tunesischer SV Berlin (KLC)         | 0:6       | SV Adler Lichtenrade (KLB)        |
| So 05.08., 15:00 Uhr  | SD Croatia Berlin (KLC)             | 5:4 n. V. | BSC Kickers 1900 (KLC)            |
| So 05.08., 15:00 Uhr  | DJK Roland-Borsigwalde (KLB)        | 1:3       | FC Internationale Berlin (KLA)    |
| So 05.08., 15:00 Uhr  | Spandauer SV (OL)                   | 5:0       | Olympiakos Berlin (KLC)           |
| So 05.08., 15:00 Uhr  | TSV Rudow (LL)                      | 3:1       | FSV Spandauer Kickers (KLA)       |
| So 05.08., 15:00 Uhr  | VfB Neukölln (KLA)                  | 3:0       | FSV Hansa 07 Berlin (KLB)         |
| So 05.08., 15:00 Uhr  | SC Heiligensee (KLA)                | 4:1       | Post SV Berlin 1974 (KLA)         |
| So 05.08., 15:00 Uhr  | Hertha 03 Zehlendorf (OL)           | 2:0       | Hertha BSC Amateure (OL)          |
| So 05.08., 15:00 Uhr  | TSV Helgoland 1897 (KLC)            | 0:3       | Friedenauer TSC (KLA)             |
| So 05.08., 15:00 Uhr  | VfB Hermsdorf (KLC)                 | 0:3       | Berlin Türkspor (LL)              |
| So 05.08., 15:00 Uhr  | SpVgg Hellas-Nordwest 04 (KLB)      | 0:1       | SC Ruhleben (KLB)                 |
| So 05.08., 15:00 Uhr  | SC Gatow (OL)                       | 1:1 n. V. | BFC Germania 1888 (KLB)           |
| So 05.08., 15:00 Uhr  | 1. FC Concordia Gropiusstadt (KLC)  | 1:2       | BFC Olympia 1953 (KLB)            |
| So 05.08., 15:00 Uhr  | SC Union 06 Berlin (KLA)            | 3:0       | FV Blau-Weiß Spandau (KLA)        |
| So 05.08., 15:00 Uhr  | BSV Grün-Weiss Neukölln (KLB)       | 6:3 n. V. | RFC Alt-Holland (KLC)             |
| So 05.08., 15:00 Uhr  | KSF Umutspor (KLC)                  | 3:1       | SC Borsigwalde 1910 (KLA)         |
| So 05.08., 15:00 Uhr  | BSV Hürtürk (KLC)                   | 3:4       | Berliner TSV 1850 (KLB)           |
| So 05.08., 15:00 Uhr  | FC Phönix 1956 (KLC)                | 3:2       | SpVgg DJK Burgund 1922 (KLC)      |
| So 05.08., 15:00 Uhr  | FC Vatanspor / Akcayspor 1976 (KLC) | 0:8       | 1. FC Wilmersdorf (LL)            |
| So 05.08., 15:00 Uhr  | FK Makedonija Berlin (KLC)          | 0:8       | Traber FC Mariendorf (LL)         |
| So 05.08., 15:00 Uhr  | Frohnauer SC (LL)                   | 4:0       | 1. FC Wacker Lankwitz (LL)        |
| So 05.08., 15:00 Uhr  | SC Teutonia Spandau (LL)            | 0:5       | Tennis Borussia Berlin (OL)       |
| So 05.08., 15:00 Uhr  | 1. FC Lübars (LL)                   | 12:00     | Rudower SV (KLC)                  |
| So 05.08., 15:00 Uhr  | VfB Britz (KLB)                     | 0:1       | FC Göztepe 1978 (KLB)             |
| So 05.08., 15:00 Uhr  | SFC Stern 1900 (KLB)                | 3:0       | SC Union Südost (KLC)             |
| So 05.08., 15:00 Uhr  | SV Nord-Nordstern (KLA)             | 5:0       | ASV Berlin (KLB)                  |
| So 05.08., 15:00 Uhr  | SV Yeşilyurt Berlin (KLA)           | 4:1       | SV Süden 09 (KLC)                 |
| So 05.08., 15:00 Uhr  | Mariendorfer SV 06 (LL)             | 2:3       | NSC Marathon 02 (OL)              |
| So 05.08., 15:00 Uhr  | SC Charlottenburg (OL)              | 0:0 n. V. | Blau-Weiß 90 Berlin Amateure (OL) |
| So 05.08., 15:00 Uhr  | Berliner SV 1892 (LL)               | 2:0       | Weddinger FC (LL)                 |
| So 05.08., 15:00 Uhr  | BFC Südring (KLA)                   | 0:0 n. V. | Polizei SV Berlin (KLB)           |
| So 05.08., 15:00 Uhr  | SSC Südwest 1947 (KLB)              | 0:5       | BFC Viktoria 1889 (KLA)           |
| So 05.08., 15:00 Uhr  | SpVgg Schöneberg (KLA)              | 0:6       | Schwarz-Weiß Spandau (LL)         |
| So 05.08., 15:00 Uhr  | Charlottenburger SV 1897 (KLB)      | 3:2       | SC Westend 1901 (KLA)             |
| So 05.08., 15:00 Uhr  | FSV Grün-Rot 1981 (KLC)             | 2:4 n. V. | Berliner Sport-Club (KLB)         |
| So 05.08., 15:00 Uhr  | SC Siemensstadt (LL)                | 4:0       | SC Tegel (KLA)                    |
| So 05.08., 15:00 Uhr  | BFC Alemannia 90 (KLA)              | 3:1       | SV Dresdenia 1924 (KLC)           |

Durch ein Freilos zogen der SV Stern Britz, BSC Hota 1921 und der SC Staaken direkt in die 2. Hauptrunde ein.

#### Wiederholungsspiele
| Datum                |                                   | Ergebnis |                         |
| -------------------- | --------------------------------- | -------- | ----------------------- |
| 0                    | BSC Agrispor (KLB)                | 1:3      | Minerva 93 Berlin (KLA) |
|                      | BFC Germania 1888 (KLB)           | 3:2      | SC Gatow (OL)           |
|                      | Blau-Weiß 90 Berlin Amateure (OL) | 2:5      | SC Charlottenburg (OL)  |
| Do 09.08., 18:00 Uhr | Polizei SV Berlin (KLB)           | 2:3      | BFC Südring (KLA)       |

### 2. Hauptrunde
An der 2. Hauptrunde nahmen die 64 Sieger der 1. Hauptrunde teil.
| Datum                 |                                | Ergebnis     |                                |
| --------------------- | ------------------------------ | ------------ | ------------------------------ |
| Di .14.08., 18:00 Uhr | 1. FC Wilmersdorf (LL)         | 3:1 n. V.    | Tasmania Berlin (OL)           |
| Di .14.08., 18:00 Uhr | FC Göztepe 1978 (KLB)          | 0:6          | FV Wannsee (LL)                |
| Di .14.08., 19:00 Uhr | Türkiyemspor Berlin (OL)       | 3:1          | TSV Rudow (LL)                 |
| Mi .15.08., 18:00 Uhr | Spandauer BC 06 (OL)           | 4:3          | BSC Hota 1921 (KLA)            |
| Mi .15.08., 18:00 Uhr | SC Berliner Amateure (KLB)     | 5:1          | Berliner TSV 1850 (KLB)        |
| Mi .15.08., 18:00 Uhr | Minerva 93 Berlin (KLA)        | 2:1          | Alemannia 06 Haselhorst (KLB)  |
| Mi .15.08., 18:00 Uhr | Charlottenburger SV 1897 (KLB) | 1:2 n. V.    | SC Charlottenburg (OL)         |
| Mi .15.08., 18:00 Uhr | BFC Alemannia 90 (KLA)         | 1:3          | BFC Germania 1888 (KLB)        |
| Mi .15.08., 18:00 Uhr | Hertha 03 Zehlendorf (OL)      | 7:0          | Frohnauer SC (LL)              |
| Mi .15.08., 18:00 Uhr | SV Stern Britz (KLB)           | 2:3 n. V.    | BSV Normannia 08 (KLA)         |
| Mi .15.08., 18:00 Uhr | FC Jugoslawia (KLA)            | 2:1          | SC Staaken (LL)                |
| Mi .15.08., 18:00 Uhr | Berliner SV 1892 (LL)          | 6:1          | KSF Umutspor (KLC)             |
| Mi .15.08., 18:00 Uhr | BFC Viktoria 1889 (KLA)        | 1:2          | SV Yeşilyurt Berlin (KLA)      |
| Mi .15.08., 18:00 Uhr | 1. FC Neukölln (KLA)           | 4:0          | VfB Neukölln (KLA)             |
| Mi .15.08., 18:00 Uhr | Berliner Sport-Club (KLB)      | 2:2 n. V.    | Schwarz-Weiß Spandau (LL)      |
| Mi .15.08., 18:00 Uhr | BFC Meteor 06 (KLA)            | 1:2          | Reinickendorfer Füchse (OL)    |
| Mi .15.08., 18:00 Uhr | SG Rupenhorn (KLC)             | 2:3          | RFC Liberta (KLB)              |
| Mi .15.08., 18:00 Uhr | Berlin Türkspor (LL)           | 2:1 n. V.    | SC Ruhleben (KLB)              |
| Mi .15.08., 18:00 Uhr | SC Heiligensee (KLA)           | 0:1          | SV Corso 1899 / Vineta (KLB)   |
| Mi .15.08., 18:00 Uhr | Sportfreunde Kladow (KLB)      | 4:2          | SV Adler Lichtenrade (KLB)     |
| Mi .15.08., 18:00 Uhr | BSV Grün-Weiss Neukölln (KLB)  | 2:3 n. V.    | Lichtenrader BC 25 (KLA)       |
| Mi .15.08., 18:00 Uhr | Spandauer SV (OL)              | 3:0          | SC Union 06 Berlin (KLA)       |
| Mi .15.08., 18:00 Uhr | Friedenauer TSC (KLA)          | 1:4          | BFC Olympia 1953 (KLB)         |
| Mi .15.08., 19:00 Uhr | 1. FC Lübars (LL)              | 1:1 n. V.    | Tennis Borussia Berlin (OL)    |
| Mi .15.08., 19:00 Uhr | VfB Lichterfelde (OL)          | 4:2          | SV Nord-Nordstern (KLA)        |
| Mi .15.08., 19:15 Uhr | VfL Schöneberg (KLA)           | 2:5 n. V.    | SC Siemensstadt (LL)           |
| Do 16.08., 18:00 Uhr  | Rapide Wedding (OL)            | 7:3          | SD Croatia Berlin (KLC)        |
| Do 16.08., 18:00 Uhr  | FC Phönix 1956 (KLC)           | 4:5          | Traber FC Mariendorf (LL)      |
| Do 16.08., 18:30 Uhr  | NSC Marathon 02 (OL)           | 3:0          | SV Norden-Nordwest (KLA)       |
| Do 16.08., 19:00 Uhr  | BFC Südring (KLA)              | 1:1 n. V.    | FC Internationale Berlin (KLA) |
| Di .21.08., 18:00 Uhr | BSC Rehberge 1945 (KLA)        | 01:3 n. V. 1 | BFC Preussen (OL)              |
| Di .21.08., 18:00 Uhr | CFC Hertha 06 (KLA)            | 01:3 2       | SFC Stern 1900 (KLB)           |

#### Wiederholungsspiele
| Datum                 |                                | Ergebnis |                           |
| --------------------- | ------------------------------ | -------- | ------------------------- |
| Mi .22.08., 18:00 Uhr | Tennis Borussia Berlin (OL)    | 2:0      | 1. FC Lübars (LL)         |
| Mi .22.08., 18:00 Uhr | Schwarz-Weiß Spandau (LL)      | 6:1      | Berliner Sport-Club (KLB) |
| Mi .22.08., 18:00 Uhr | FC Internationale Berlin (KLA) | 3:2      | BFC Südring (KLA)         |

### 3. Hauptrunde
An der 3. Hauptrunde nahmen die 32 Sieger der 2. Hauptrunde teil.
Die Auslosung wurde am 7. August 1990 vorgenommen.
| Datum                 |                                | Ergebnis  |                              |
| --------------------- | ------------------------------ | --------- | ---------------------------- |
| Mi 9.5.09., 17:30 Uhr | Schwarz-Weiß Spandau (LL)      | 2:1       | Lichtenrader BC 25 (KLA)     |
| Mi 9.5.09., 17:30 Uhr | Minerva 93 Berlin (KLA)        | 1:3       | 1. FC Neukölln (KLA)         |
| Mi 9.5.09., 17:30 Uhr | Türkiyemspor Berlin (OL)       | 4:0       | Berliner SV 1892 (LL)        |
| Mi 9.5.09., 17:30 Uhr | SC Charlottenburg (OL)         | 1:0       | BFC Germania 1888 (KLB)      |
| Mi 9.5.09., 17:30 Uhr | SV Yeşilyurt Berlin (KLA)      | 1:2       | NSC Marathon 02 (OL)         |
| Mi 9.5.09., 17:30 Uhr | FC Internationale Berlin (KLA) | 1:3       | Hertha 03 Zehlendorf (OL)    |
| Mi 9.5.09., 17:30 Uhr | SC Berliner Amateure (KLB)     | 1:6       | Traber FC Mariendorf (LL)    |
| Mi 9.5.09., 17:30 Uhr | BFC Preussen (OL)              | 3:1       | 1. FC Wilmersdorf (LL)       |
| Mi 9.5.09., 17:30 Uhr | Spandauer SV (OL)              | 6:0       | RFC Liberta (KLB)            |
| Mi 9.5.09., 17:30 Uhr | Tennis Borussia Berlin (OL)    | 8:0       | FV Wannsee (LL)              |
| Mi 9.5.09., 17:30 Uhr | Berlin Türkspor (LL)           | 0:0 n. V. | BFC Olympia 1953 (KLB)       |
| Mi 9.5.09., 18:00 Uhr | Spandauer BC 06 (OL)           | 8:1       | Sportfreunde Kladow (KLB)    |
| Mi 9.5.09., 18:00 Uhr | Reinickendorfer Füchse (OL)    | 3:0       | SFC Stern 1900 (KLB)         |
| Mi .12.09., 18:00 Uhr | Rapide Wedding (OL)            | 0.4:1 (a) | SV Corso 1899 / Vineta (KLB) |
| Mi .12.09., 18:30 Uhr | SC Siemensstadt (LL)           | 0.0:2 (a) | VfB Lichterfelde (OL)        |
| Do 13.09., 19:00 Uhr  | BSV Normannia 08 (KLA)         | 03:4 3    | FC Jugoslawia (KLA)          |

#### Wiederholungsspiel
| Datum                 |                        | Ergebnis |                      |
| --------------------- | ---------------------- | -------- | -------------------- |
| Mi .12.09., 18:30 Uhr | BFC Olympia 1953 (KLB) | 1:3      | Berlin Türkspor (LL) |

### Achtelfinale
Am Achtelfinale nahmen die 16 Sieger der 3. Hauptrunde teil.
Die Auslosung wurde am 10. September 1990 vorgenommen.
| Datum                 |                             | Ergebnis        |                           |
| --------------------- | --------------------------- | --------------- | ------------------------- |
| Mi .21.11., 11:00 Uhr | Reinickendorfer Füchse (OL) | 1:0             | Rapide Wedding (OL)       |
| Mi .21.11., 11:00 Uhr | NSC Marathon 02 (OL)        | 4               | 1. FC Neukölln (KLA)      |
| Sa 15.12., 13:30 Uhr  | Spandauer SV (OL)           | 0.2:1 (b)       | Spandauer BC 06 (OL)      |
| So 16.12., 13:45 Uhr  | Tennis Borussia Berlin (OL) | 0.5:2 (b)       | Traber FC Mariendorf (LL) |
| So 20.01., 13:45 Uhr  | VfB Lichterfelde (OL)       | 0.2:0 (b)       | FC Jugoslawia (KLA)       |
| So 20.01., 13:45 Uhr  | Schwarz-Weiß Spandau (LL)   | 0.2:4 n. V. (b) | SC Charlottenburg (OL)    |
| So 20.01., 13:45 Uhr  | Türkiyemspor Berlin (OL)    | 0.2:0 (b)       | Berlin Türkspor (LL)      |
| Mi .30.01., 18:30 Uhr | Hertha 03 Zehlendorf (OL)   | 0.1:2 (b)       | BFC Preussen (OL)         |

### Viertelfinale
Am Viertelfinale nahmen die acht Sieger aus dem Achtelfinale teil.
Die Auslosung wurde am 21. Januar 1991 vorgenommen.
| Datum                 |                             | Ergebnis |                             |
| --------------------- | --------------------------- | -------- | --------------------------- |
| Mi .10.04., 17:30 Uhr | Türkiyemspor Berlin (OL)    | 3:1      | BFC Preussen (OL)           |
| Mi .10.04., 18:00 Uhr | SC Charlottenburg (OL)      | 4:1      | VfB Lichterfelde (OL)       |
| Do 11.04., 18:00 Uhr  | NSC Marathon 02 (OL)        | 3:0      | Spandauer SV (OL)           |
| Do 11.04., 18:00 Uhr  | Tennis Borussia Berlin (OL) | 3:1      | Reinickendorfer Füchse (OL) |

### Halbfinale
Am Halbfinale nahmen die vier Sieger aus dem Viertelfinale teil.
Die Auslosung wurde am 15. April 1991 vorgenommen.
| Datum                 |                          | Ergebnis  |                             |
| --------------------- | ------------------------ | --------- | --------------------------- |
| Mi .24.04., 18:00 Uhr | Türkiyemspor Berlin (OL) | 0.6:0 (c) | SC Charlottenburg (OL)      |
| Do 25.04., 18:00 Uhr  | NSC Marathon 02 (OL)     | 2:1       | Tennis Borussia Berlin (OL) |

### Finale
| Türkiyemspor Berlin                                                   | Türkiyemspor Berlin | NSC Marathon 02 | NSC Marathon 02 |
| --------------------------------------------------------------------- | --- | --- | --------------- |
| Türkiyemspor Berlin                                                   | \| Donnerstag, 9. Mai 1991 um 11:00 Uhr in Berlin (Stadion Lichterfelde) \| \| Ergebnis: 3:0 (0:0) \| \| Zuschauer: 1.980 \| \| Schiedsrichter: Reinhardt Schulze \|                                                                        | \| Donnerstag, 9. Mai 1991 um 11:00 Uhr in Berlin (Stadion Lichterfelde) \| \| Ergebnis: 3:0 (0:0) \| \| Zuschauer: 1.980 \| \| Schiedsrichter: Reinhardt Schulze \|                                                                            | NSC Marathon 02 |
| Türkiyemspor Berlin                                                   | Norbert Henkel – Norbert Rudolph – Bayram Cakal , Ali Abdessemed – Yücel Aydin, Ayhan Akca (24. Mario Brandt), Mustafa Kurt, Kevin Sparey, Hasan Hasanoglu (85. Peter Saternus) – Piotr Podkowik, Ahmet Akar Cheftrainer: Wolfgang Sandhowe | Marcus Krause – Michael Kopka – Michael Wache, Zeljko Baotic – Thomas Hohlstein, Ingo Kimmritz, Olaf Schilling, Thorsten Priltz, Rainer Mosni (77. Robert Jaspert) – Uwe Borchardt (84. Jörg Herrmann), Uwe Martins Cheftrainer: Jürgen Görlitz | NSC Marathon 02 |
| Türkiyemspor Berlin                                                   | 1:0 Mario Brandt (66.) 2:0 Ahmet Akar (78.) 3:0 Mustafa Kurt (90.) | | NSC Marathon 02 |
| Türkiyemspor Berlin                                                   | Ahmet Akar | Zeljko Baotic, Michael Kopka | NSC Marathon 02 |
| Donnerstag, 9. Mai 1991 um 11:00 Uhr in Berlin (Stadion Lichterfelde) | | |                 |
| Ergebnis: 3:0 (0:0)                                                   | | |                 |
| Zuschauer: 1.980                                                      | | |                 |
| Schiedsrichter: Reinhardt Schulze                                     | | |                 |

## Die Landespokalvertreter im DFB-Pokal 1991/92
| Datum                      |                           | Ergebnis  |                          | Runde         |
| -------------------------- | ------------------------- | --------- | ------------------------ | ------------- |
| Sa., 27.07.1991, 15:30 Uhr | NSC Marathon 02 (III)     | 0:7 (0:2) | Hannover 96 (II)         | 1. Hauptrunde |
| So., 28.07.1991, 15:00 Uhr | Türkiyemspor Berlin (III) | 2:1 (0:0) | Blau-Weiß 90 Berlin (II) | 1. Hauptrunde |
| So., 18.08.1991, 15:00 Uhr | Türkiyemspor Berlin (III) | 0:4 (0:3) | Stuttgarter Kickers (II) | 2. Hauptrunde |